# Polski styl budownictwa sakralnego w Ameryce

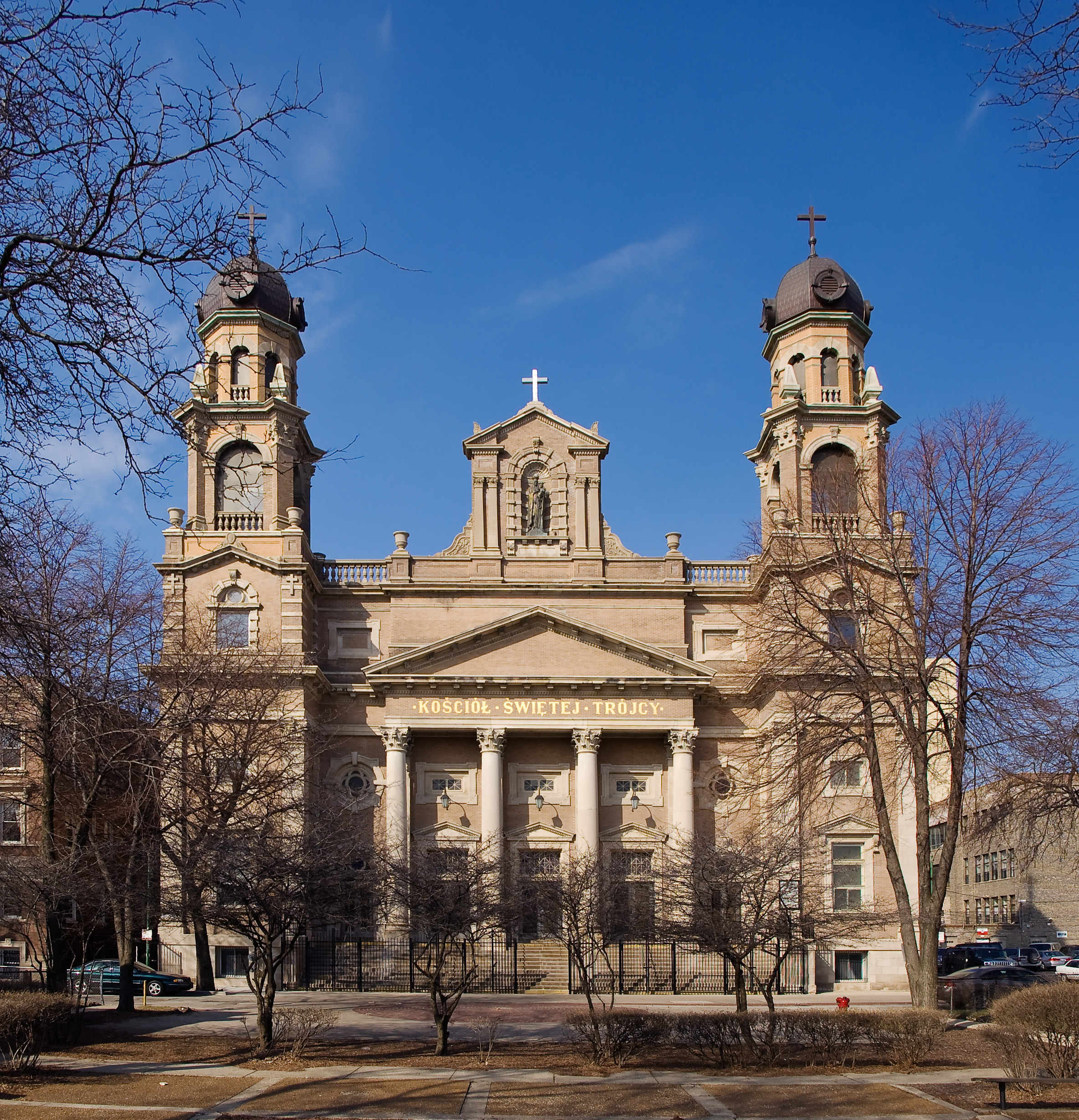
Kościół Trójcy Św. w Chicago

Polski styl budownictwa sakralnego w Ameryce to specyficzny typ budownictwa sakralnego spotykany w Stanach Zjednoczonych, przede wszystkim w stanach Środkowego Zachodu (Illinois, Michigan, Ohio), ale również na wschodnim wybrzeżu (stany Nowy Jork, New Jersey).
Ten styl budownictwa związany jest z historią Polonii amerykańskiej. Kościoły, budowane przede wszystkim w końcu XIX i na początku XX wieku – zwane niekiedy 'polskimi katedrami' – charakteryzują się wyjątkowo monumentalnym stylem i licznymi zdobieniami odwołującymi się to tradycji neo-renesansu i neo-baroku (co de facto klasyfikuje je jako należące do eklektyzmu i historyzmu), niektóre są także inspirowane sławnymi polskimi kościołami.